# أذن موريل
أذن موريل (بالإنجليزية: Morel ear)‏ هو عدم وجودٍ كاملٍ أو جزئي لحلز أو وترة الأذن الخارجية. سميت نسبةً إلى الطبيب النفسي الفرنسي بنديكت موريل، والذي اعتبرها واحدةً من وصمات الضمور الوراثية والتي ساعدت مُمارسي الطب في التعرف على المصابين بمرضٍ عقلي.
أشار مارسيل بروست إلى أذن موريل في رواية البحث عن الوقت الضائع، وذلك عندما قال تشارلز موريل إنه يود إغواء فتاةٍ عذراء، فاستجيب رفيقه أولاً وقبل كل شيء بإيماءةٍ: "M. de Charlus could not refrain from pinching Morel's ear".